# Ehrenberg (Altenburg)
Ehrenberg is een dorp in de Duitse gemeente Altenburg in  Thüringen. De gemeente maakt deel uit van het Landkreis Altenburger Land. Het dorp werd rond 1200 gesticht als grensvesting van het Pleißenland. De gemeente Ehrenberg fuseerde in 1993 met Altenburg. Het dorp wordt gedomineerd door het slot Ehrenberg dat teruggaat op een burcht uit de dertiende eeuw.